# Парадигма (мовознавство)
Паради́гма (від грец. παράδειγμα — «зразок», «приклад») — у широкому сенсі — будь-який клас лінгвістичних одиниць, протиставлених одна одній і в той же час об'єднаних за наявністю спільної ознаки, або спільних асоціацій. Найчастіше — сукупність мовних одиниць, пов'язаних парадигматичними відношеннями. Парадигмою також називають модель і схему організації такого класу або сукупності.
У вузькому сенсі «парадигма» — синонім точнішого терміна «морфологічна парадигма», сукупність граматичних форм одного слова.

## Морфологічна парадигма
Морфологічною парадигмою називається сукупність всіх граматичних форм (грамем) одного слова. Зазвичай парадигми упорядковують, розташовуючи грамеми в традиційному порядку. Наприклад, парадигма відмінювання імен (відмінково-числова) в українській мові записується таким чином: форма називного, родового, давального, знахідного, орудного, місцевого і кличного відмінків однини, потім форми множини. Форма кличного відмінка зараз поміщається наприкінці списку відмінків, але в «Граматиці слов'янській» Мелетія Смотрицького він був передостаннім, а список замикав місцевий відмінок.
Парадигму дієслова розташовують так: 1-ша, 2-га і 3-тя особа однини, потім форми множини. Такий само порядок прийнятий у граматичних описах європейських мов.

## Синтаксична парадигма
Синтаксична парадигма або парадигма речення — сукупність семантично тотожніх конструкцій речення, які відбивають видозміни синтаксичних значень.

## Лексична парадигма
Лексичною парадигмою називається сукупність слів, об'єднаних за якоюсь семантичною ознакою (антоніми, омоніми, пароніми, синоніми, семантичні поля тощо). Наприклад, у парадигму синонімів слова «будинок» входять «будівля», «будова», «дім», «оселя», «хата» та ін.

## Словотвірна парадигма
Словотвірна парадигма — сукупність однокореневих слів. Словотвірні парадигми поділюють на віддієслівні, десубстантивні, деад'єктивні і деадвербіальні.